# 보조개

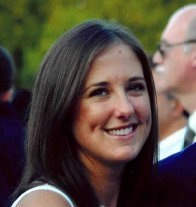
보조개가 있는 여성.

보조개는 볼에 오목하게 우물져 들어가는 자국을 가리키며, 특히 웃거나 말할 때 이러한 모습을 볼 수 있다. 볼우물이라고도 한다. 보조개는 두 턱 모두에서 볼 수 있다. 또, 보조개는 시간이 지남에 따라 나타날 수도, 사라질 수도 있다.
보조개는 큰광대근(대관골근)으로 알려진 얼굴 근육 구조의 변화로 일어날 수 있다. 더 구체적으로 말해, 둘로 갈라진 큰광대근이 존재하는 것으로 말미암아 턱 보조개의 형성을 설명할 수 있다.

## 같이 보기
- 미소
- 스마일